# Car Kine
Car Kine ((kin.) 皇帝 Huángdì) je naziv koji se rabi za svakog suverena carske Kine od njenog ujedinjenja pod kraljem Qina godine 221. pr. Kr. do propasti Yuan Shikaijevog Kineskog Carstva godine 1916. Kada se rabi izraz Sin neba ((kin.) 天子 tiānzì), odnosno titula koja prethodi ujedinjenju pod Qinom, car se smatra gospodarom "svega ispod neba" (tj. svijeta).  U praksi svaki car s takvim titulama nije imao najvišu vlast u zemlji, iako je to najčešće bio slučaj.
Carevi koji potiču iz iste obitelji se najčešće klasificiraju u povijesna razdoblja nazvana po raznim dinastijamna. Većina carskih vladara Kine je bila Han narodnosti, iako su suvremeni znanstvenici oprezni kod rabljenja modernih etničkih oznaka za povijesne fenomene. U doba dinastija Yuan i Qing Kinom su vladali Mongoli i Mandžurci. Smatra se kako su se te strane dinastije s vremenom sinicizirale, iako neki autori smatraju da je odnos etnosa i politike bio daleko složeniji.

## Vanjske poveznice
- PRC Qin Shi Huang site